# Roggendorf/Thenhoven
Roggendorf/Thenhoven, Köln-Roggendorf/Thenhoven — dzielnica miasta Kolonia w Niemczech, w okręgu administracyjnym Chorweiler, w kraju związkowym Nadrenia Północna-Westfalia, na lewym brzegu Renu.

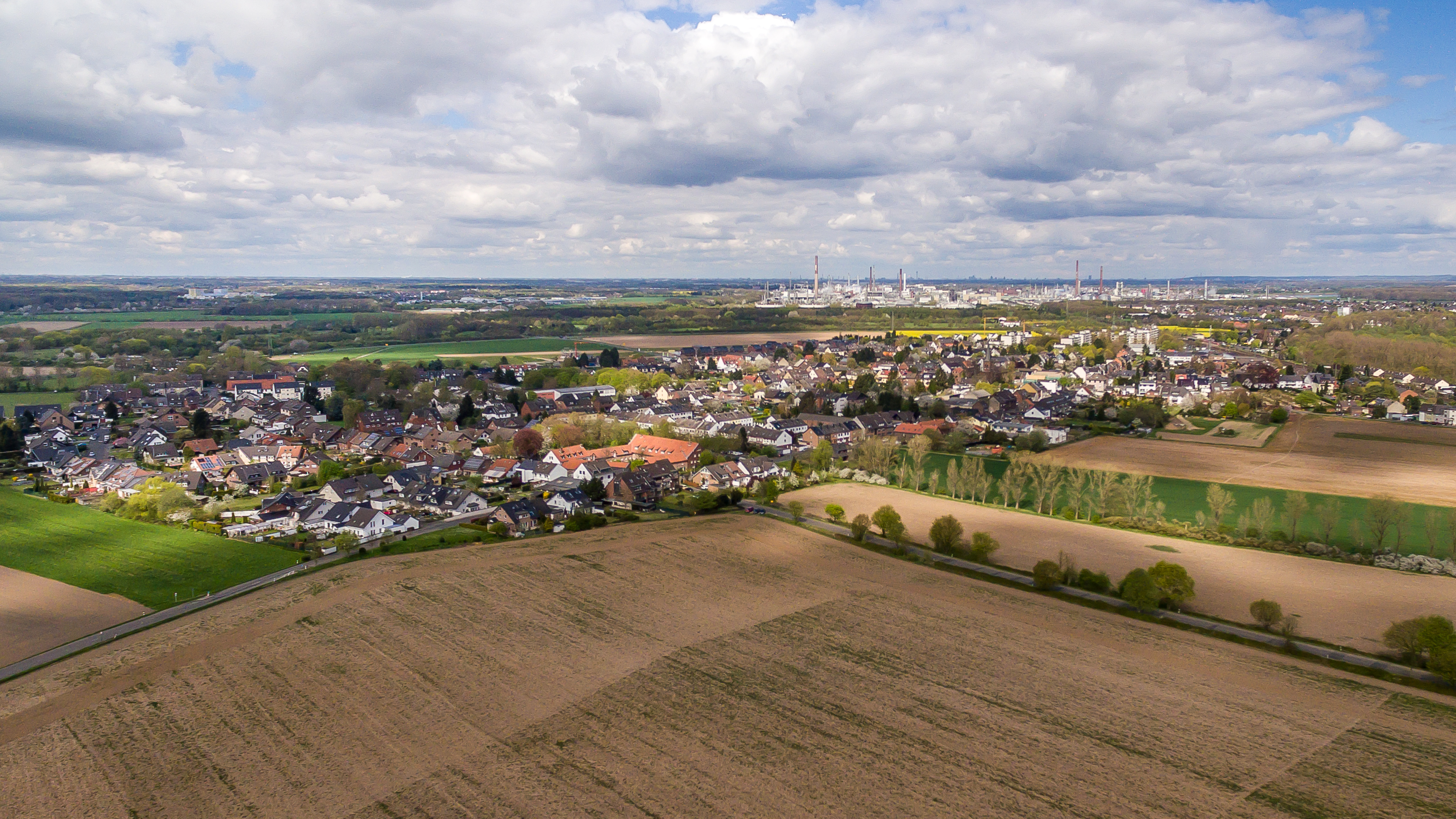
Roggendorf/Thenhoven